# Kiki Dee
Pauline Matthews (Bradford, Yorkshire del Oeste; 6 de marzo de 1947), más conocida por su nombre artístico Kiki Dee, es una cantante inglesa. Se hizo famosa por su dueto con Elton John en 1976 en la canción "Don't Go Breaking My Heart", que fue número 1 tanto en la lista de sencillos del Reino Unido como en los Estados Unidos, en el Billboard Hot 100. En 1993, realizó otro dueto con Elton John para su Duets Album; en concreto, cantaron una versión del tema de Cole Porter "True Love", que alcanzó el número 2 en el Reino Unido.[cita requerida]

## Datos biográficos
Pauline Matthews nació en Bradford, Inglaterra, Reino Unido, el 6 de marzo de 1947.[cita requerida]

## Carrera
Kiki Dee comenzó a cantar con una banda local en Bradford en la década de 1960. Su carrera discográfica comenzó como cantante de sesión. Cantó para realizar copias de Dusty Springfield, entre otros, y fue bien vista por otros cantantes pero no alcanzó el éxito en solitario en el Reino Unido por muchos años. Su versión de 1965 de "Why Don't I Run Away From You" fue un gran éxito en Londres de radio y Radio Caroline en 1965. Su versión de 1968 de "On a Magic Carpet Ride", que originalmente era una cara B, ha seguido siendo popular con el circuito Northern Soul. Mucho de su trabajo inicial registrado en Fontana Records se lanzó el 24 de enero del 2011, en el disco recopilatorio Soy Kiki Dee.
En los días previos a BBC Radio 1, Dee era ejecutante regular de versiones en BBC Radio, y protagonizó junto a un grupo de cantantes de sesión de la serie de BBC Two tal despropósito, una vez más. Ella también apareció en uno de los primeros episodios de The Benny Hill Show, en enero de 1971, la realización de Blood, Sweat and Tears, You've Made Me So Very Happy. Sin embargo, no fue sino hasta después de que ella firmó con el sello de Elton John, llamado The Rocket Record Company, cuando se convirtió en un nombre muy conocido en el Reino Unido. Sus primeros grandes éxitos en solitario fueron "Amoureuse" (escrito por Véronique Sanson, con la letra en inglés de Gary Osborne) (1973) y I've Got the Music in Me (escrita por Tobias Stephen Boshell), este última atribuida a la Kiki Dee Band (1974). Además de su floreciente carrera como vocalista, a veces se oía cantar coros en varias grabaciones de Elton John, como "All the Girls Love Alice" en Goodbye Yellow Brick Road y varias pistas en Rock of the Westies. Su mayor éxito llegó cuando grabó un dueto con John, Don't Go Breaking My Heart, en 1976. El sencillo alcanzó el número 1 en el Reino Unido y en los Estados Unidos, y se mantuvo en el primer lugar durante seis semanas en el Reino Unido.[cita requerida]
Después de un período de calma a finales de 1970, Dee reapareció en 1981, con la liberación de uno de sus más grandes éxitos, "Star", escrito por Doreen Chanter, de las Chanter Sisters, que se convirtió en el tema musical del programa Opportunity Knocks, de BBC One, entre 1987 y 1990. También en 1981, Dee se unió de nuevo con Elton John, para grabar un cover de la canción "Loving You Is Sweeter Than Ever", escrita por Ivy Jo Hunter y Stevie Wonder. Ambos se incluyeron en su álbum Perfect Timing, que se convirtió en un éxito modesto en la lista de álbumes. En 1983, fue corista para el álbum de Elton John, Too Low for Zero. También cantó la canción "What Can't Speak Can't Lie" (1983), compuesto y grabado por el grupo japonés de jazz fusión Casiopea, y con letra de Gary Osborne. En 1985, actuó en Live Aid, donde repitió "Don't Go Breaking My Heart" con Elton John, y la realización de coros en las otras canciones en su conjunto. En 1992, también contribuyó a los coros de John con el álbum The One, y un año después grabó "True Love", con Elton John, para su álbum Duets, de 1993.[cita requerida]

## Vida personal
Kiki Dee nunca se ha casado. Vivía en California con Davey Johnstone, guitarrista en la banda de Elton John, desde la edad de 28. A los 40 años, se le diagnosticó cáncer de útero en una etapa temprana.

## Discografía
Kiki Dee ha lanzado 39 sencillos, tres EP y 12 álbumes.

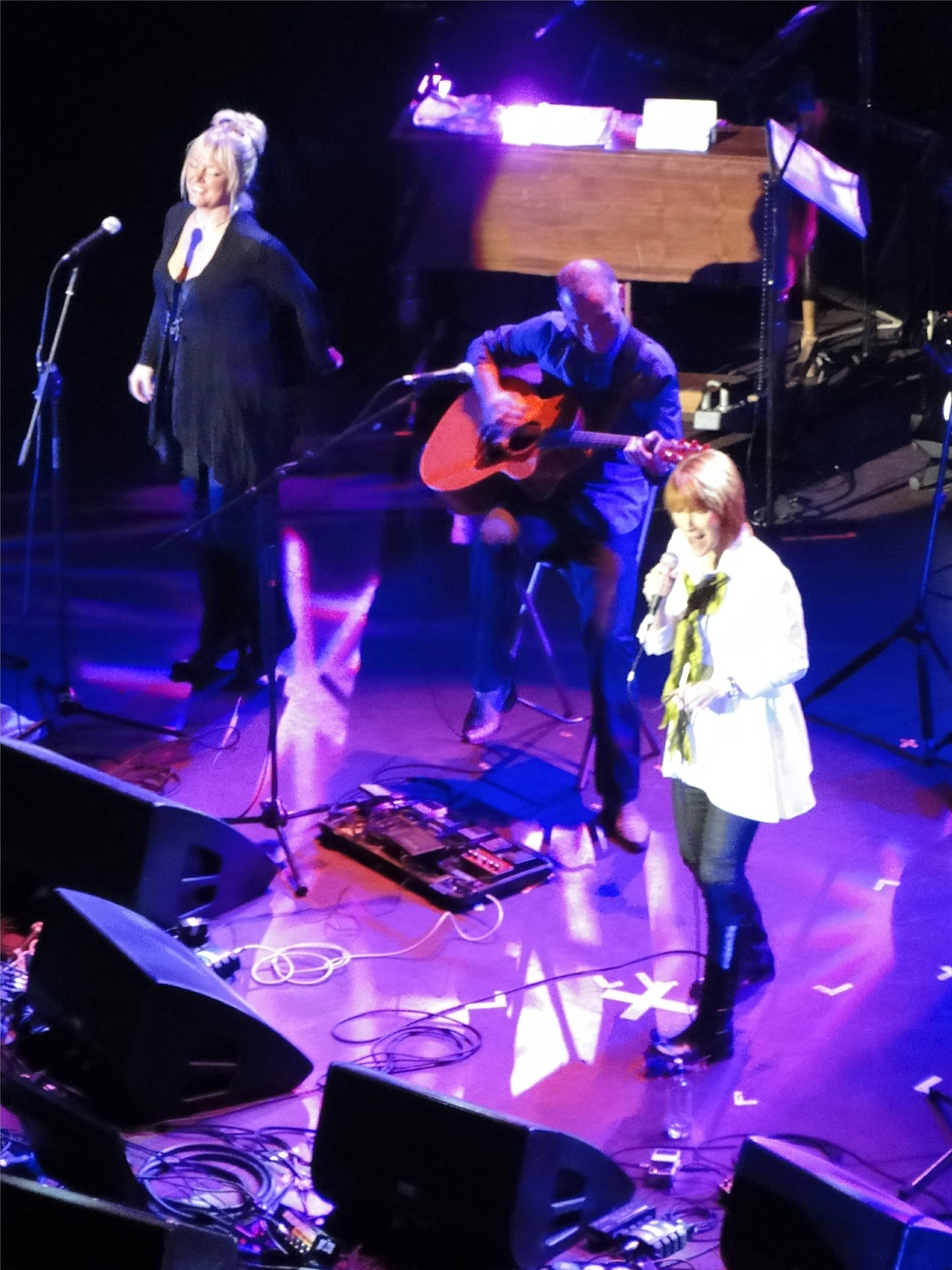
Kiki Dee (derecha) en el Royal Albert Hall de Londres, en octubre del 2009, a beneficio de la PRS, para el Fondo de Beneficencia para la Música.

### Álbumes
| Fecha de lanzamiento | Título del álbum                                 | Reino Unido | Discográfica     |
| -------------------- | ------------------------------------------------ | ----------- | ---------------- |
| 1968                 | Kiki Dee                                         | -           | Fontana          |
| 1970                 | Great Expectations                               | -           | Tamla Motown     |
| 1973                 | Loving & Free                                    | -           | Rocket           |
| 1974                 | I've Got the Music in Me                         | -           | Rocket           |
| 1974                 | Patterns                                         | -           | Philips          |
| 1974                 | Kiki Dee                                         | -           | MFP/Sound Superb |
| 1977                 | Kiki Dee                                         | 24          | Rocket           |
| 1979                 | Stay With Me                                     | -           | Rocket           |
| 1980                 | Greatest Hits                                    | -           | Warwick          |
| 1981                 | Perfect Timing                                   | 47          | Ariola           |
| 1987                 | Angel Eyes                                       | -           | Columbia         |
| 1991                 | Spotlight On Kiki Dee - Greatest Hits            | -           | Rocket           |
| 1994                 | The Very Best of Kiki Dee                        | 62          | Rocket           |
| 1995                 | Almost Naked                                     | -           | Tickety-boo      |
| 1998                 | Where Rivers Meet                                | -           | Tickety-boo      |
| 2005                 | Love Makes the World Go Round - The Motown Years | -           | Universal        |
| 2005                 | The Walk of Faith                                | -           | Spellbound       |
| 2008                 | Cage the Songbird                                | -           | EMI              |
| 2009                 | The Best of Kiki Dee                             | -           | EMI              |